# Couhaib Driouech
Couhaib Driouech (en arabe : صهيب دريوش), né le 17 avril 2002 à IJmuiden aux Pays-Bas, est un footballeur néerlando-marocain qui joue au poste d'ailier au PSV Eindhoven.

## Biographie

### Jeunesse et formation au SC Heerenveen
Couhaib Driouech naît à IJmuiden aux Pays-Bas au sein d'une famille marocaine de quatre enfants (deux garçons et deux filles) originaire de Berkane. Il commence le football au niveau amateur dans le club de l'IJVV Stormvogels. Après quelques tests à Heerenveen, en 2016, il quitte son domicile familial pour une famille d'accueil et intègre le centre de formation du SC Heerenveen. En 2020, il s'entraîne pour la première fois avec l'effectif professionnel du SC Heerenveen sous la houlette de l'entraîneur Johnny Jansen (en).
Le 12 septembre 2020, il fait ses débuts professionnels en recevant sa première titularisation en Eredivisie face au Willem II Tilburg (victoire, 2-0). Il sort à la 72e minute en étant remplacé par Sieben Dewaele. Lors de la saison 2020-2021, il dispute cinq matchs avec l'effectif première de Heerenveen.
En début janvier 2021, lors du mercato hivernal, en pleine pandémie de Covid-19, le club recrute plusieurs nouveaux joueurs avant que Couhaib Driouech ne soit rétrogradé en équipe réserve et qu'il ne démotive. Le 15 janvier 2021, il signe son premier contrat professionnel pour une durée de deux saisons,.

### Excelsior Rotterdam (2022-2024)
Le 31 août 2021, il signe un contrat de trois saisons à l'Excelsior Rotterdam, club évoluant en deuxième division néerlandaise,,.
Le 3 septembre 2021, il dispute son premier match avec le club face au FC Den Bosch (victoire, 0-5). Le 24 septembre, il entre en jeu à la 72e minute en remplaçant Michael Chacon et inscrit son premier but professionnel face au Jong PSV (victoire, 3-0). Le 18 mars 2022, il reçoit sa première titularisation face à TOP Oss (match nul, 1-1).
Le 24 janvier 2023, il prolonge son contrat jusqu'en mi-2025,.
En janvier 2024, lors du mercato hivernal, il est sur les tablettes du PSV Eindhoven (alors leader de l'Eredivisie) et du Feyenoord Rotterdam,. Lors d'une conférence de presse de Peter Bosz (entraîneur du PSV), il déclare avoir dans son viseur uniquement Couhaib Driouech et personne d'autre. Le PSV mise sur Couhaib Driouech pour pallier une longue blessure de Noa Lang ainsi qu'un départ de Yorbe Vertessen. En fin de mercato hivernal, le transfert capote et le directeur technique du PSV Earnest Stewart met la faute à l'Excelsior,.
Lors de son retour sur le terrain, le 10 février 2024 à l'occasion d'un match de championnat contre le FC Twente, il est accueilli par des milliers de supporters, brandissant une banderole où il est inscrit « Couhaib, fijn dat je er nog bent » (en français : Couhaib, nous sommes fiers que tu sois encore parmi nous) ainsi que « Cees, je bent een topper » (Cees, tu es un bon joueur). Couhaib ajoute en interview d'après-match : « Cette valorisation des supporters est vraiment belle »,.

### PSV Eindhoven (depuis 2024)
Le 7 juillet 2024, il s'engage pour une durée de cinq saisons au PSV Eindhoven contre un montant de 4 millions d'euros.

### En sélection
Possédant un double passeport néerlandais et marocain, Couhaib Driouech a l'embarras du choix concernant les sélections nationales. Cependant, Driouech dit garder la porte ouverte, aussi bien pour les Pays-Bas que pour le Maroc.

#### Parcours avec le Maroc olympique
Alors qu'il est en vacances à Dubaï en janvier 2023, il reçoit un appel du sélectionneur Issame Charaï pour faire partie de sa liste de l'équipe du Maroc olympique en tant que latéral droit, bien qu'il soit principalement un ailier droit.
Le 22 mars 2023, il reçoit sa première sélection avec le Maroc olympique sous le nouveau sélectionneur Issame Charaï pour un match amical face à la Côte d'Ivoire olympique à Rabat dans le cadre des préparations à la Coupe d'Afrique des nations des moins de 23 ans qui se déroulera au Maroc en 2023,. Lors de ce match, il est titularisé et cède sa place en fin de match à Nordine Kandil (défaite, 2-3). Deux jours plus tard, il dispute son deuxième match amical face au Togo olympique (victoire, 2-0). Il enchaîne en entrant en jeu en deuxième mi-temps face à l'Ouzbékistan olympique, le 27 mars (victoire, 3-0).
Le 9 juin 2023, il figure sur la liste définitive d'Issame Charaï pour prendre part à la Coupe d'Afrique des nations des moins de 23 ans qui a lieu au Maroc. Les matchs de phase de groupe ont lieu en fin de mois de juin contre la Guinée olympique, le Ghana olympique et la RD Congo olympique au Complexe sportif Moulay-Abdallah de Rabat. Mis sur le banc lors du premier match contre la Guinée olympique (victoire, 2-1), il fait ses débuts dans la compétition en remplaçant Ismael Saibari lors de la deuxième journée de la CAN U23 contre le Ghana olympique, validant ainsi son ticket pour les demi-finales de la compétition après une victoire de 5-1,. Le 30 juin, il reçoit sa première titularisation à l'occasion du troisième match de la compétition contre le Congo olympique (victoire, 1-0),. La finale est remportée par le Maroc contre l'Égypte olympique grâce à un but en prolongation d'Oussama Targhalline (victoire, 2-1),.

#### Entre les Pays-Bas et le Maroc
En mars 2024, il est invité par la Fédération néerlandaise de football professionnel pour une discussion avec le directeur technique Nigel de Jong concernant un éventuel changement de nationalité sportive afin d'être éligible pour jouer avec l'équipe des Pays-Bas,,. Interrogé par la presse néerlandaise à ce sujet, Couhaib Driouech déclare avoir eu une discussion avec le directeur technique, mais refuse de donner davantage de détails. Il révèle plutôt que ses objectifs sont centrés sur sa participation aux Jeux olympiques d'été de 2024 avec l'équipe olympique du Maroc.
Plus tard, en novembre 2024, il figure sur la liste définitive de Michael Reiziger avec les Pays-Bas espoirs pour une double confrontation contre la Belgique espoirs comptant pour les qualifications à l'Euro espoirs. N'étant pas éligible à jouer avec cette catégorie de jeunes des Pays-Bas, à la suite de sa participation à des matchs officiels avec le Maroc olympique, il est forfait pour cette trêve internationale, malgré avoir changé sa nationalité sportive,,.

## Statistiques

### Statistiques détaillées
| Saison                | Club                  | Championnat           | Championnat | Championnat | Championnat | Coupe(s) nationale(s) | Coupe(s) nationale(s) | Coupe(s) nationale(s) | Compétition(s) continentale(s) | Compétition(s) continentale(s) | Compétition(s) continentale(s) | Compétition(s) continentale(s) | Maroc | Maroc | Maroc | Total | Total | Total |
| Saison                | Club                  | Division              | M.          | B.          | P.d.        | M.                    | B.                    | P.d.                  | Comp.                          | M.                             | B.                             | P.d.                           | M.    | B.    | P.d.  | M.    | B.    | P.d.  |
| 2020-2021             | SC Heerenveen         | Eredivisie            | 5           | 0           | 0           | -                     | -                     | -                     | -                              | -                              | -                              | -                              | -     | -     | -     | 5     | 0     | 0     |
| Sous-total            | Sous-total            | Sous-total            | 5           | 0           | 0           | -                     | -                     | -                     | -                              | -                              | -                              | -                              | -     | -     | -     | 5     | 0     | 0     |
| 2021-2022             | Excelsior Rotterdam   | Eerste Divisie        | 26          | 3           | 3           | 7                     | 2                     | 1                     | -                              | -                              | -                              | -                              | -     | -     | -     | 33    | 5     | 4     |
| 2022-2023             | Excelsior Rotterdam   | Eredivisie            | 33          | 3           | 3           | 1                     | 0                     | 0                     | -                              | -                              | -                              | -                              | -     | -     | -     | 34    | 3     | 3     |
| 2023-2024             | Excelsior Rotterdam   | Eredivisie            | 19          | 4           | 3           | 3                     | 0                     | 0                     | -                              | -                              | -                              | -                              | -     | -     | -     | 22    | 4     | 3     |
| Sous-total            | Sous-total            | Sous-total            | 78          | 10          | 9           | 11                    | 2                     | 1                     | -                              | -                              | -                              | -                              | -     | -     | -     | 89    | 12    | 10    |
| Total sur la carrière | Total sur la carrière | Total sur la carrière | 83          | 10          | 9           | 11                    | 2                     | 1                     | -                              | -                              | -                              | -                              | 0     | 0     | 0     | 94    | 12    | 10    |

### En sélection marocaine
Le tableau suivant liste les rencontres de l'équipe du Maroc U23 des catégories des jeunes dans lesquelles Couhaib Driouech a été sélectionné depuis le 22 mars 2023.
| Catégorie | Date            | Lieu       | Adversaire             | Résultat | Minutes | Compétition  | Buts | Passes | Capitaine | Club          |
| --------- | --------------- | ---------- | ---------------------- | -------- | ------- | ------------ | ---- | ------ | --------- | ------------- |
| Maroc U23 | 22 mars 2023    | Rabat      | Côte d'Ivoire          | 2 – 3    | 90 min  | Match amical | 0    | 0      | Non       | SBV Excelsior |
| Maroc U23 | 24 mars 2023    | Rabat      | Togo                   | 2 – 0    | 10 min  | Match amical | 0    | 1      | Non       | SBV Excelsior |
| Maroc U23 | 27 mars 2023    | Rabat      | Ouzbékistan            | 3 – 0    | 45 min  | Match amical | 0    | 0      | Non       | SBV Excelsior |
| Maroc U23 | 15 juin 2023    | Rabat      | Mauritanie             | 4 – 1    | -       | Match amical | 0    | 0      | Non       | SBV Excelsior |
| Maroc U23 | 19 juin 2023    | Rabat      | Zambie                 | 3 – 1    | -       | Match amical | 0    | 0      | Non       | SBV Excelsior |
| Maroc U23 | 27 juin 2023    | Rabat      | Ghana                  | 5 – 1    | 27 min  | CAN U23      | 0    | 0      | Non       | SBV Excelsior |
| Maroc U23 | 30 juin 2023    | Rabat      | Congo                  | 1 – 0    | 46 min  | CAN U23      | 0    | 0      | Non       | SBV Excelsior |
| Maroc U23 | 12 octobre 2023 | Casablanca | Irak                   | 0 – 1    | 28 min  | Match amical | 0    | 0      | Non       | SBV Excelsior |
| Maroc U23 | 16 octobre 2023 | Casablanca | République dominicaine | 3 – 1    | 26 min  | Match amical | 0    | 0      | Non       | SBV Excelsior |
| Maroc U23 | 22 mars 2024    | Antalya    | Ukraine                | 1 – 0    | 15 min  | Match amical | 0    | 0      | Non       | SBV Excelsior |
| Maroc U23 | 26 mars 2024    | Antalya    | Pays de Galles         | 2 – 0    | 88 min  | Match amical | 0    | 0      | Non       | SBV Excelsior |

## Palmarès
Maroc -23 ans
- Coupe d'Afrique des nations :
  -  Vainqueur : 2023.